# Taxi De Grooth
Taxi De Grooth B.V. is een Nederlands taxibedrijf met de hoofdvestiging in Winschoten en een nevenvestiging in Stadskanaal. Sinds 1934 was het De Grooth Vervoer die dit vervoer vanuit Winschoten voor zijn rekening nam. Het bedrijf heeft als hoofdtaak kleinschalig personenvervoer. De activiteiten vinden plaats in Oost-Groningen. De belangrijkste vervoersvormen zijn:
- regiotaxi
- leerlingenvervoer
- gehandicaptenvervoer
- aanvullend openbaar vervoer

Sinds 13 december 2009 heeft Taxi De Grooth een aantal lijnen in de concessie Kleinschalig Vervoer Groningen-Drenthe (sinds 8 april 2018 als Publiek vervoer Groningen-Drenthe).
In april 2013 werd Taxi De Grooth B.V. overgenomen door Connexxion Taxi Services. 
Connexxion sluit in maart 2018 haar kantoren in Winschoten en Stadskanaal. Het vervoersbedrijf verhuist naar Veendam, waar het een nieuw onderkomen betrekt.
De kantoren die sluiten zijn de voormalige vervoersbedrijven van De Grooth Vervoer die vijf jaar geleden door Connexxion zijn overgenomen van de familie Van der Wal uit Winschoten.

## Lijnennet

### Huidige lijnen
| Lijn | Route                                              |
| ---- | -------------------------------------------------- |
| 510  | Veendam - Wildervank                               |
| 512  | Stadskanaal - Mussel - Sellingen                   |
| 515  | Ringlijn Hoogezand-Sappemeer                       |
| 516  | Hoogezand - Foxhol - Kolham - Scharmer - Harkstede |
| 517  | Hoogezand - Sappemeer - Zuidbroek - Noordbroek     |

### Voormalige lijnen
| Lijn | Route                                                | Opgeheven sinds |
| ---- | ---------------------------------------------------- | --------------- |
| 11   | Vlagtwedde - Bourtange                               | 2020            |
| 70   | Ter Apel - Sellingen - Bourtange/Weende - Vlagtwedde | 2014            |
| 48   | Winschoten - Scheemda - 't Waar                      | ?               |
| 49   | Zuidbroek - Noordbroek - Siddeburen                  | ?               |
| 71   | Veendam - Ommelanderwijk - Nieuwe Pekela - Alteveer  | ?               |
| 79   | Zuidbroek - Noordbroek - Scheemda                    | ?               |
| 92   | Stadskanaal - Mussel - Sellingen                     | 2014            |
| 271  | Ringlijn Veendam/Wildervank                          | 2015            |
| 273  | Ter Apel AZC - Ter Apel Busstation                   | 2015            |
| 811  | Vlagtwedde - Vriescheloo - Bellingwolde              | ?               |
| 817  | Finsterwolde - Drieborg - Bad Nieuweschans           | 2019            |

## Wagenpark
| Nummer    | Type                        | Bouwjaar | Status     | Opmerkingen                             |
| --------- | --------------------------- | -------- | ---------- | --------------------------------------- |
| 75-FV-JB  | Mercedes-Benz Sprinter      | 2000     | Uit dienst | Ex MTI 00-03                            |
| 78-JSP-3  | Mercedes-Benz Sprinter      | 2009     | Onbekend   |                                         |
| 323       | Kusters MidCity             | 2001     | Uit dienst | Ex MTI 01-16                            |
| 486       | Tribus Civitas              | 2013     | In dienst  |                                         |
| 503       | Mercedes-Benz Sprinter      | 2009     | In dienst  |                                         |
| 806-807   | Mercedes-Benz Kutsenits     | 2006     | Uit dienst | Ex Arriva 6023-6024                     |
| 808       | Volkswagen Kutsenits City   | 2004     | Uit dienst | Ex Arriva 6022                          |
| 809       | VDL Berkhof Ambassador      | 2004     | Gesloopt   | Ex Arriva 8010                          |
| 810       | Kusters MidCity             | 200      | Uit dienst | Ex Arriva 6025                          |
| 811-812   | Mercedes-Benz Sprinter City | 2011     | In dienst  |                                         |
| 7304      | Mercedes-Benz Sprinter      | 2015     | Onbekend   | Deze bus is in bruikleen van Connexxion |
| 7393-7394 | Tribus Civitas              | 2015     | In dienst  |                                         |